# Hirooki Arai
Pour les articles homonymes, voir Arai (homonymie).
Hirooki Arai (荒井 広宙, Arai Hirooki) (né le 18 mai 1988) est un athlète japonais, spécialiste de la marche. Médaillé de bronze sur 50 km aux Jeux Olympiques de Rio de Janeiro en 2016, il devient vice-champion du monde sur la même distance à Londres en 2017. 

## Carrière
Lors des Championnats du monde 2013 à Moscou, il se classe 11ème avec un temps de 3 h 45 min 56 s, ce qui est alors son meilleur chrono sur cette distance. Deux ans plus tard aux championnats du monde de Pékin, il termine 4ème, au pied du podium. 
Sur 20 km, son meilleur temps est de 1 h 19 min 00 s, effectué le 17 février 2019 à Kobe. 
Lors des Jeux olympiques de 2016, arrivé 3e, il est initialement disqualifié pour avoir forcé le passage au Canadien Evan Dunfee sur la distance du 50 kilomètres. Il est finalement reclassé en appel et obtient sa médaille de bronze, la première d'un Japonais sur cette épreuve aux JO.
L'année suivante, il devient vice-champion du monde lors des Mondiaux de Londres derrière le Français Yohann Diniz et devant son compatriote Kai Kobayashi en 3 h 41 min 17 s.
Il remporte le 50 km lors des Championnats du monde par équipes de marche 2018 à Taicang, également par équipes.

## Palmarès
| Date | Compétition           | Lieu           | Résultat | Épreuve |
| ---- | --------------------- | -------------- | -------- | ------- |
| 2011 | Championnats du monde | Daegu          | 9e       | 50 km   |
| 2013 | Championnats du monde | Moscou         | 11e      | 50 km   |
| 2015 | Championnats du monde | Pékin          | 4e       | 50 km   |
| 2016 | Jeux olympiques       | Rio de Janeiro | 3e       | 50 km   |
| 2017 | Championnats du monde | Londres        | 2e       | 50 km   |

## Records
| Épreuve      | Performance     | Lieu   | Date            |
| ------------ | --------------- | ------ | --------------- |
| 20 km marche | 1 h 19 min 0 s  | Kobe   | 17 février 2019 |
| 50 km marche | 3 h 40 min 20 s | Wajima | 19 avril 2015   |